# أنا وأختي
أنا وأختي (باليابانية: ママは小学4年生، بالروماجي: Mama wa shōgaku 4-Yonensei) مسلسل أنمي تلفزيوني ياباني، من إنتاج شركة سنرايز عرض في 10 يناير عام 1992 واستمر عرضه حتى 25 ديسمبر 1992، ويتكون من 51 حلقة.

## القصة

### النسخة المدبلجة للعربية
القصة هي عن فرح، فتاة تدرس في الصف الرابع، سافر والداها إلى الهند فتأتي ابنة خالتها لتعيش معها، وفي ذات اليوم الذي يسافر فيه والداها، تظهر فتاة صغيرة في المنزل قادمة من كوكب آخر، وعلمت فيما بعد أن اسمها مروة، من خلال اتصال والدة الطفلة عن طريق جهاز خاص كان معها عندما ظهرت.
في أول الأمر كانت فرح خائفة جدا منها، ولكن مع مرور الوقت تعلقت بها وأصبحت تخاف عليها كأنها أختها، مع العلم أن نجوى في الأول كانت تكرهها متحججة بأنها تسبب لها الصداع ولكن مع الوقت أحبتها وأحنت عليها، وتبدأ بعد ذلك أحداث طريفة لإخفاء الطفلة ريثما يصل والداها، إلى أن يعرف الجميع -في النهاية- بأمرها، فيخترع أحد علماء الأرض مركبة فضائية توصل الطفلة بأمان إلى كوكبها، لكن فرح المسكينة وجميع الأصدقاء وحتى نجوى ولؤي حزنوا كثيرا على فراق الصغيرة.

### النسخة الأصلية
القصة هي عن فتاة تدرس في الصف الرابع اسمها ناتسومي، سافر والداها إلى لندن فتأتي خالتها لتعيش معها، وفي ذات اليوم الذي يسافر فيه والداها، تظهر فتاة صغيرة في المنزل قادمة من المستقبل من عام 2007 حيث كانوا هم وقتها في سنة 1992، وكانت والدتها هي ناتسومي المستقبلية أي فرح.
وقد حاولت ناتسومي أن تعرف من هو زوجها فقد ظنت أنه فو كازاوا (سامح) وعندما علم دايسكي (لؤي) بالأمر جن جنونه لأنه يحب فرح كثيرا وتبين أنه في النهاية زوجها المستقبلي.

## الشخصيات
- فرح (ناتسومي): البطلة وهي فتاة تدرس في الصف الرابع.
- ميمي (مروة) (ميراي): في الدبلجة العربية أتت من كوكب زيروس وفي الأصلي أتت من المستقبل.
- نجوى (ايزومي): كاتبة قصص مصورة، عصبية وحادة الطباع تقوم بالعناية بفرح بعد سفر والديها، هي خالتها في النسخة الأصلية وابنة خالتها في النسخة العربية.
- لؤي (دايسكي) : زميل فرح في المدرسة وهما يتشاجران كثيرا إلا أنه بعد أن علم بأمر مروة وبأنها ابنته من زواجه المستقبلي بفرح (ناتسومي) أصبح يساعدها على العناية بالصغيرة.

## وصلات خارجية
- أنا وأختي على موقع ANN anime (الإنجليزية)

 (بالإنجليزية)